# Władysław Kościelniak
Władysław Kościelniak (ur. 21 września 1916 w Kaliszu, zm. 13 listopada 2015 tamże) – polski malarz, grafik i rysownik, plakacista, felietonista, regionalista.

## Życiorys
Był synem Tadeusza i Agnieszki z domu Siarkiewicz. W 1935 ukończył Szkołę Handlową w Kaliszu. W latach 1937–1939 pełnił służbę wojskową w 17 Pułku Ułanów Wielkopolskich, brał udział w bitwie nad Bzurą i w obronie Warszawy. W 1947 ukończył Wyższą Szkołę Handlu Morskiego w Gdyni i rozpoczął studia w Wyższej Szkole Nauk Administracyjnych w Łodzi, po roku porzucił studia i poświęcił się rozpoczętej w 1946 niezależnej pracy artystycznej.
W latach 1951–1981 był członkiem Związku Polskich Artystów Plastyków i prezesem oddziału ZPAP w Kaliszu. W latach 1959–1961 pełnił funkcję sekretarza Społecznego Komitetu Obchodu XVIII Wieków Kalisza. Współpracował m.in. z Muzeum Okręgowym Ziemi Kaliskiej w Kaliszu, dla którego w 1954 wykonał plan aksonometryczny Kalisza w XVII–XVIII w. i makiety bram miejskich, zaś w 1972 makietę Nowego Miasta w Kaliszu w XVII–XVIII w. (w skali 1:200), uzupełnioną w 1985 o makietę Toruńskiego Przedmieścia i Wrocławskiego Przedmieścia.
Uprawiał drzeworyt, akwafortę, suchą igłę, litografię, miedzioryt, monotypię, sgraffito oraz techniki mieszane. Prace Kościelniaka znajdują się w zbiorach muzealnych i kolekcjach prywatnych w kraju i za granicą.
Władysław Kościelniak był autorem ponad 1150 felietonów „Wędrówki ze szkicownikiem” publikowanych w tygodniku „Ziemia Kaliska” i ponad 100 innych publikacji wzbogaconych rysunkami, w których dokumentował historię zabytków Kalisza i Kaliskiego.
Był bratem Mieczysława i Tadeusza, ojcem Cypriana.
Został pochowany na Cmentarzu Miejskim w Kaliszu.
Jego spuściznę archiwalną przechowuje Książnica Pedagogiczna im. Alfonsa Parczewskiego w Kaliszu i Archiwum Państwowe w Kaliszu. Prace artysty znajdują się w Muzeum Okręgowym w Kaliszu, Muzeum Narodowym w Poznaniu, Muzeum Plakatu w Wilanowie, Bibliotece im. Ossolińskich we Wrocławiu, Bibliotece Narodowej w Warszawie, Bibliotece Kórnickiej Polskiej Akademii Nauk, Muzeum w Środzie Śląskiej i Jarocinie koło Poznania.

## Odznaczenia i wyróżnienia
- Zasłużony dla kultury polskiej[6]
- Złoty Krzyż Zasługi,
- Order Odrodzenia Polski
- Krzyż z Mieczami za Zasługi dla ZHP[7].
- Zasłużony dla Powiatu Kaliskiego[8].
- Honorowy Obywatel Miasta Kalisza[7]
- Honorowy Przyjaciel Miasta Kalisza[6]

## Upamiętnienie
Na sesji w dniu 28 grudnia 2022 radni Miasta Kalisza uchwalili rok 2023 Rokiem Braci Kościelniaków: Tadeusza, Mieczysława i Władysława. 8 grudnia 2023 Szkole Podstawowej nr 13 w Kaliszu nadano imię Władysława Kościelniaka.

## Publikacje
- Kronika miasta Kalisza (1989) wraz z Krzysztofem Walczakiem
- Wędrówki po moim Kaliszu (2010), ISBN 978-83-60579-56-5